# 異獣亜綱
異獣亜綱（いじゅうあこう Allotheria）は絶滅した哺乳類の分類群。原獣亜綱とも獣亜綱とも異なったグループで、草食に特化した独特の形態の臼歯をもつ。

## 分類
以下の3目に分けられる。ハラミア目は、このグループに属するかは疑問。かつては三錐歯目もここに含まれていた。
- ?†ハラミヤ目 Haramiyida - 中生代三畳紀からジュラ紀に生息。3目の中で最古。（†は絶滅）
- †多丘歯目 Multituberculata - 北半球に新生代漸新世まで生息。多様な種があった。
- †ゴンドワナテリウム亜目 Gondwanatheria - 南半球のゴンドワナ大陸起源で、白亜紀から始新世まで生息。以前は多丘歯目に含まれていた。